# Hegaubahn
Als Hegaubahn wurden zwei Projekte im frühen 20. Jahrhundert zur Verkürzung und Beschleunigung des Schienenweges zwischen Rottweil und Schaffhausen bezeichnet. Sie wurden größtenteils nicht realisiert.

## Verlauf
Das Projekt (Stand: 1926) umfasste zwei Neubaustrecken mit einer Gesamtlänge von 22,3 km:
- Zwischen Möhringen (bei Tuttlingen) an der Bahnstrecke Plochingen–Immendingen und Hattingen war eine 4,6 km lange Strecke vorgesehen, um den Fahrtrichtungswechsel in Immendingen zu vermeiden.[1] Dieser Teil der Strecke war im ursprünglichen Projekt (in den frühen 1870er Jahren) noch nicht enthalten und wurde später ergänzt. Die mit rund 60 m längste Brücke sollte zwischen Hattingen und Möhringen die Donau überqueren.[3] Diese Strecke wurde 1934 als Bahnstrecke Tuttlingen–Hattingen in ähnlicher Form realisiert.[4]
- Eine 17,8 km lange Neubaustrecke sollte in Welschingen (bei Engen) aus der Schwarzwaldbahn ausfädeln und bei Herblingen in die Hochrheinbahn einfädeln.[1] 10,9 km sollten auf deutschem, 6,9 km auf Schweizer Gebiet entstehen.[1] Die Längsneigung sollte 1:100 nicht überschreiten, wobei vier Tunnel von 240 bis 700 m Länge vorgesehen waren. Eine Abflachung auf 1:150 wurde darüber hinaus erwogen.[5] Dieses Teilprojekt wurde nicht realisiert.

Zwischen den beiden Neubaustrecken sollte die Schwarzwaldbahn genutzt werden.
Weitere 31,3 km Strecken sollten zweigleisig ausgebaut werden. Diese Ausbauten waren zwischen Herblingen und Welschingen, sowie zwischen Hattingen und Möhringen vorgesehen. Ferner war ein Ausbau der Bahnhöfe Engen und Schaffhausen Teil des Projekts.
Der Weg zwischen Rottweil und Schaffhausen sollte mit dem Projekt um 16 km verkürzt werden. Die Fahrzeit zwischen Schaffhausen und Rottweil sollte um 62 bzw. 35 Minuten (Richtung und Gegenrichtung) beschleunigt werden, zwischen Schaffhausen und Donaueschingen war eine Verkürzung von 51 bzw. 30 Minuten vorgesehen. Die schnellste Route zwischen Zürich und Berlin wäre damit wieder über Schaffhausen statt Basel und Frankfurt am Main verlaufen.
Die Gradiente sollte von Rottweil (557 m) nach Hattingen (690 m) ansteigen und anschließend bis Schaffhausen auf 404 m abfallen.

## Geschichte
Der Anschluss der Schwarzwaldbahn an die Hochrheinbahn erfolgte in den 1860er Jahren nicht in Schaffhausen, der wirtschaftlich wichtigsten Stadt der Gegend, sondern in Singen. Als wichtigste Ursache dafür galt der Randen, der einen Querriegel zwischen Donau- und Rheintal bildet und dessen Durchbohrung damals erhebliche Schwierigkeiten bereitet hätte. Ferner führte der Weg von Schaffhausen nach Zürich noch über Winterthur, der direkte Weg über Eglisau bestand noch nicht, sodass der kürzeste Wege zwischen Nordbaden und Zürich über Basel geführt hätte. Im Übrigen stand zur Überwindung der Alpen Richtung Italien noch nicht der Gotthard, sondern der Lukmanierpass im Vordergrund, sodass die Linie Offenburg–Donaueschingen–Konstanz als direkteste Zufahrt zur künftigen Alpenbahn galt.
Die Ausführung der Hegaubahn wurde 1870 von verschiedenen Gemeinden auf deutscher und Schweizer Seite befürwortet. 1873 reichte die Schweizerische Nordostbahn für den auf dem Gebiet der Schweiz liegenden Streckenteil ein Konzessionsgesuch ein, dem noch im gleichen Jahr entsprochen wurde. Das badische Ministerium lehnte ein ähnliches Konzessionsgesuch für den deutschen Anteil jedoch ab und regte stattdessen eine Verbindung zwischen Stühlingen und Beringen an. (Während Stuttgart, Zürich und Schaffhausen von dem Projekt profitiert hätten, wäre es für die badischen Städte Singen und Konstanz sowie die Bodenseeregion von Nachteil gewesen.)
Das Projekt wurde in den 1910er Jahren erwähnt und in den 1930er Jahren erneut aufgegriffen. Der Zweite Weltkrieg verhinderte die Realisierung.
In einem 1926 von den SBB vergleichenden Bericht zur Abwägung dreier zur Verbesserung des Gotthard-Nordzulaufs (zwischen Rottweil und Schaffhausen) in Frage kommender Projekte erwies sich die Hegaubahn als vorzugswürdige Variante. Vom kommerziellen Standpunkt sei „der Hegaubahn der Vorzug zu geben, da diese Linie die Entfernung zwischen Stuttgart und Schaffhausen ebenfalls in befriedigender Weise abkürzt und die Nachteile, die die drei Projekte für den schweizerischen Güterverkehr haben können, bei ihr am geringsten sind.“